# Phthalamid
Phthalamid ist eine chemische Verbindung aus der Gruppe der Carbonsäureamide.

## Gewinnung und Darstellung
Phthalamid kann durch Reaktion von Ammoniak mit Phthalsäurediester oder Phthalimid dargestellt werden.

## Eigenschaften
Phthalamid ist ein weißer kristalliner Feststoff, der wenig löslich in Wasser ist.

## Verwendung
Phthalamid wird zur Herstellung von anderen chemischen Verbindungen (z. B. Phthalodinitril) verwendet.